# Jeroen Straathof
Johannes Nicolaas Maria Straathof –conocido como Jeroen Straathof– (Zoeterwoude, 8 de noviembre de 1972) es un deportista neerlandés que compitió en patinaje de velocidad sobre hielo y en ciclismo en pista.
Ganó una medalla de oro en el Campeonato Mundial de Patinaje de Velocidad sobre Hielo en Distancia Individual de 1996, en la prueba de 1500 m.
Participó en dos Juegos Olímpicos: en Lillehammer ocupó el noveno lugar en los 1500 m de patinaje de velocidad y en Atenas 2004 quedó quinto en la prueba de persecución por equipo de ciclismo en pista.

## Palmarés internacional

### Patinaje de velocidad
| Campeonato Mundial en Distancia Individual | Campeonato Mundial en Distancia Individual | Campeonato Mundial en Distancia Individual | Campeonato Mundial en Distancia Individual |
| Año                                        | Lugar                                      | Medalla                                    | Prueba                                     |
| ------------------------------------------ | ------------------------------------------ | ------------------------------------------ | ------------------------------------------ |
| 1996                                       | Hamar (Noruega)                            | Medalla de oro                             | 1500 m                                     |